# Cal Masuca
Cal Masuca és una casa de Muller, al municipi dels Plans de Sió (Segarra), inclosa a l'Inventari del Patrimoni Arquitectònic de Catalunya.

## Descripció
Casa situada al mig del nucli, davant de la capella de Sant Pere. Està realitzada amb paredat de pedra i presenta planta baixa, primera planta i golfes.
A la planta baixa es troba la porta d'accés amb llinda de pedra d'una sola peça i brancals realitzats amb grans carreus de pedra. Al costat esquerre de la façana hi ha una estructura adossada que possiblement servia per a guardar el ramat o per usos agrícoles, amb la presència de dos contraforts posteriors a la construcció de la casa.
La primera planta presenta dues obertures de grans dimensions que donen pas a una mena de terrassa que queda situada damunt de l'estructura adossada de la planta baixa, on destaca l'obertura de la dreta de la façana que comunica amb la terrassa mitjançant una mena de balcó corregut realitzat amb lloses de pedra d'una sola peça. Les obertures estan realitzades amb llinda superior d'una sola peça de pedra, on a la situada més a la dreta hi apareix una inscripció amb la data de construcció, l'any 1745, i brancals formats per carreus de pedra de grans dimensions.
A la segona planta, utilitzada originàriament com a golfes, trobem dues obertures de petites dimensions per il·luminar l'interior.